# Défense d'aimer (film, 2002)
Pour les articles homonymes, voir Défense d'aimer.
Pour plus de détails, voir Fiche technique et Distribution.
Défense d'aimer est un film français réalisé par Rodolphe Marconi et sorti en 2002.

## Fiche technique
- Titre : Défense d'aimer
- Réalisation : Rodolphe Marconi
- Scénario : Rodolphe Marconi
- Photographie : Duccio Cimatti
- Son : Ferdinand Bouchara et Laurent Cercleux
- Montage : Isabelle Devinck
- Musique : Bruno Alexiu
- Production : Marconi Films
Zincou Films
- Pays  :  France
- Durée : 96 minutes
- Date de sortie : France - 16 octobre 2002

## Distribution
- Rodolphe Marconi : Bruce
- Andrea Necci : Matteo
- Echo Danon : Aston
- Orietta Gianjorio : Orietta, la barmaid
- Hervé Brunon : Germain
- Maria Teresa De Belis : Maria Teresa, la bibliothécaire
- Irene D'Agostino : Irene
- Tomazo D'Ulisia : Tomaso